# Исмаил Хагги
Исмаил Хагги (азерб. İsmayıl Səməd oğlu Həsənzdə, 1884, Тифлис — 1938, Тбилиси) — редактор, композитор, актёр.

## Биография
Родился в 1884 году в Тифлисе. Его имя упоминается в ряду с первыми азербайджанскими композиторами Аллахверди Фейзиевым, Пашей Мамедовым, Муслимом Багировым и Али Аскер Мамедовым.
Начал работать в типографии «Шарги-Рус». В дальнейшем он продолжал работать в типографиях «Гейрат» и «Молла Насреддин», созданных на базе этого издательства.
Покойный Азиз Шариф, выдающийся интеллектуал и известный учёный родом из Нахичевани, профессор Московского государственного университета имени Ломоносова, пишет в своих воспоминаниях: «Исмаил Хагки хорошо знал азербайджанский и персидский языки, и благодаря своему таланту и стараниями он хорошо овладел русским языком. Своей общественной и культурной деятельностью, его отношением к людям, его верностью друзьям, он был любимым, старшим, душой и совестью азербайджанской интеллигенции, прожившей всю жизнь в Тбилиси. Своя маленькая типография считалась также центром образования и культуры».
Исмаил Хагги создал много разных интересных персонажей в спектаклях действующего в Тбилиси Азербайджанского драматического театра. В этом театре он работал вместе с Рзой Тахмасибом, Мамедали Сидки, Мустафой Мардановым, Аскером Нахчыванлы, Гасаном Сабри, Адилем Гаджизаде, Мамедом Джафарли и другими в драматическом кружке «Ибрат». Помимо национальных спектаклей, таких как «Надир Шах», «Пари Джаду», «Лейли и Меджнун», «Асли и Карам», «Аршин мал алан», «Не та, так эта», также ставились «Отелло» и другие.
Исмаил Хагги входил во вторую группу «Ибрат» вместе с группой коллег. Произошёл раскол, но благодаря рекомендации и влиянию Абдуррагим-бека Ахвердова, приехавшего в этот период в Тифлис, была проведена встреча с участием представителей обоих обществ, и на этой встрече, два общества воссоединились.
Сам Исмаил Хагги вспоминает те дни так: «Сразу на совещании Мирзали Аббасов, Надир Ибрагимов и я были повышены на следующую должность директора».
Тбилисский театр неоднократно гастролировал в Тебризе, и пьесы в постановке Евдокимова приобрели большую известность. В 1926 году театр выступал на сценах Средней Азии, Туркменистана и Узбекистана со спектаклями «Лейли и Меджнун» У. Гаджибекова, «Шейх Санан» Г. Джавида, Исмаил Хагги получил известность благодаря ролям, сыгранным на гастролях.
В 1937 году Исмаила Хагги назвали «предателем страны» и «врагом народа». Его богатая библиотека и архивы исчезли. Мирза Мамедоглу, исследователь, живущий в Тбилиси, писал, что, согласно записям Бахтиярлы, Хагги умер в тюрьме в 1938 году.
Реабилитирован в 1957 году (посмертно).

## Семья
Исмаил Хагги был отцом семерых детей. Его старший сын Ниязи пошел по пути отца и много лет работал в прессе, Энвер работал инженером, а Осман стал актёром.